# Ambasciatori russi presso la dieta del Sacro Romano Impero

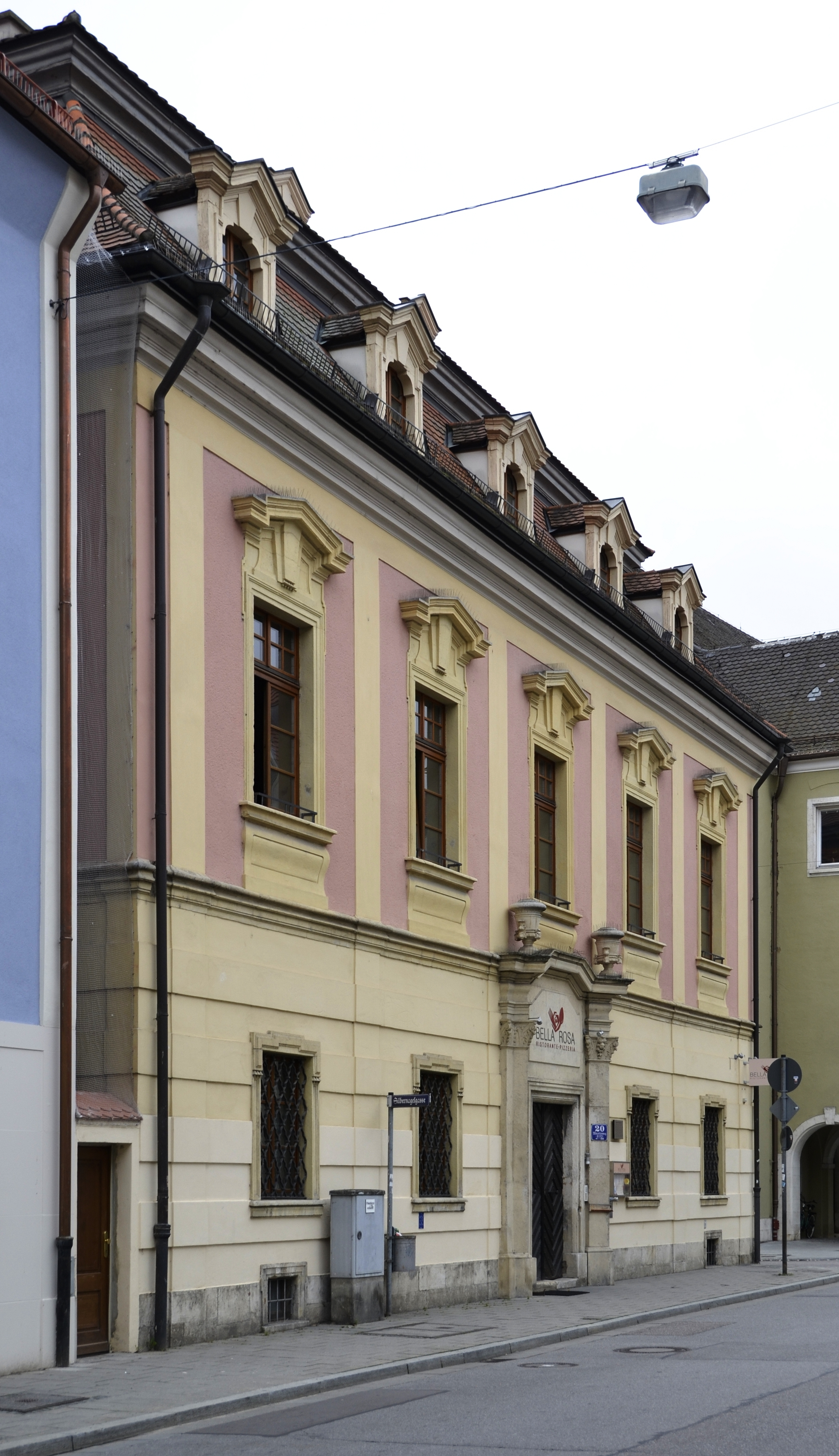
L'ambasciata russa presso la dieta del Sacro Romano Impero, presso la Minoritenweg n.20, a Ratisbona.

L'ambasciatore russo presso la dieta del Sacro Romano Impero era il primo rappresentante diplomatico della Russia presso la dieta del Sacro Romano Impero (Reichstag). Le relazioni tra le due entità statali ebbero inizio nel 1744.

## Sacro Romano Impero
- 1744–1746: Hermann Carl von Keyserlingk
- 1756-1758: Georg Heinrich von Büttner
- 1758: ? Lewaschoff
- 1758-1771: Johann Matthias von Simolin
- 1773-1796: Achatz Ferdinand von der Asseburg
- 1796-1797: Anton Sebastian von Struve
- 1798-1800: Karl Heinrich von Bühler

Chiusura dell'ambasciata